# Pseudopaludicola pusilla
Pseudopaludicola pusilla es una especie  de anfibios de la familia Leptodactylidae.

## Distribución geográfica
Se encuentra en Colombia y Venezuela. 